# Trichosanthes ovigera
Trichosanthes ovigera är en gurkväxtart som beskrevs av Carl Ludwig von Blume. Trichosanthes ovigera ingår i släktet Trichosanthes och familjen gurkväxter. Utöver nominatformen finns också underarten T. o. boninensis.

## Bildgalleri

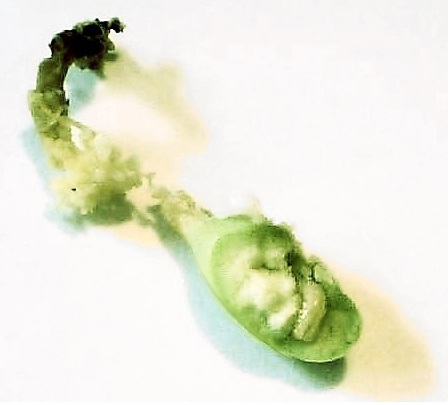
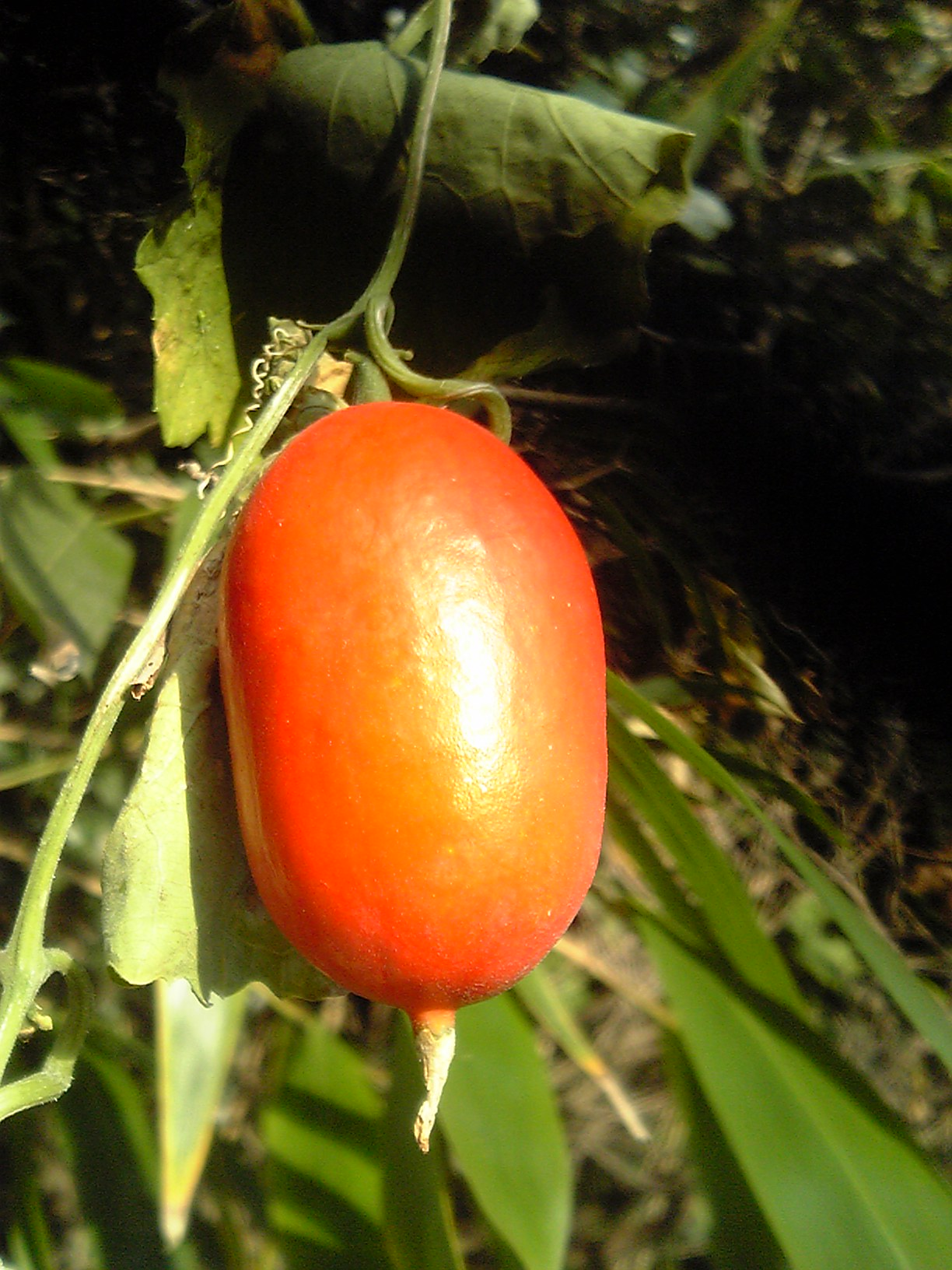
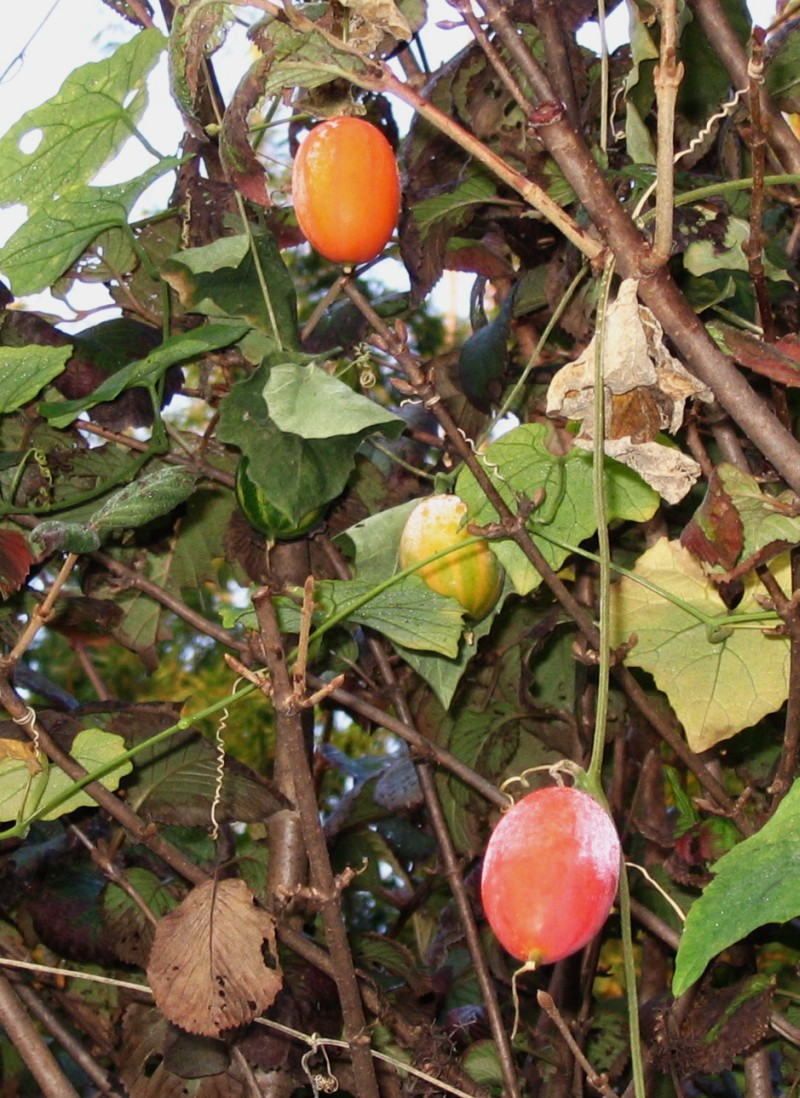